# Костна система
Костната система е част от опорно-двигателния апарат на гръбначните животни (включително човека). Костите са свързани, чрез стави и по този начин образуват пасивната част на опорно-двигателната система на гръбначните животни. Науката, която се занимава с изучаването на костите, се нарича остеология. Човешкото тяло е съставено от 206 кости.
Скелетът на бозайниците (включително човека) е съставен от следните части:
- череп, поддържан от шийни прешлени. Сред тези прешлени основна роля за движението на главата играе първият шиен прешлен „атлас“, наименован на титана Атлас, който поддържал небесния свод в древногръцката митология, поради аналогията между небесния свод и човешката глава, и вторият шиен прешлен „аксис“.
- ключиците в предната горна част на скелета (оформят раменете)
- лопатките в задната част на гърба на скелета са костите, свързващи ръцете с гръбначния стълб и подпомагащи движението им.
- Предната част на гръдния кош, в който са разположени някои от най-важните вътрешни органи на човешкото тяло – сърце, бял дроб и основните жлези с вътрешна секреция, се покрива от гръдната кост, за която са захванати т. нар. „истински“ и „лъжливи“ ребра. Цялата тази система от кости от главата до кръстцовата кост, се поддържа от система от прешлени, наречена гръбначен стълб, в които освен шийните прешлени, основно значение имат поясните прешлени и гръдните прешлени. Освен от прешлени, гръбначният стълб е съставен и от междупрешленни дискове.
- седалищната област се формира от следните кости (всяка от тях има „двойник“ – едната е лява, другата дясна):
  - хълбочна кост
  - лонна кост (двете лонни кости се обединяват в лонното съчленение)
  - седалищна кост

Единични в седалищната област са само кръстцовата и опашната кост.
- крайниците са съставени от следните кости:
  - Горен крайник –

Костите на горния крайник се разделят на:
Кости на свободния горен крайник : мишнична кост, лъчева кост, лакътна кост, кости на китката (карпални), предкиткови кости (метакарпални), фалангите на пръстите;
Кости на раменния пояс : лопатка, ключица.
- - Долен крайник – състои се от бедрена кост, коленно капаче, голям пищял, малък пищял, задноходилни кости (тарзални), предноходилни кости (метатарзални), фаланги на пръстите.

Свързванията между костите са непрекъснати и прекъснати. Непрекъснатите се осъществяват от: съединителна тъкан под формата на мембрани и връзки (синдезмози) или под формата на шевове (сутури); свързвания чрез хрущял (синхондрози и полустави, хемиартрози); свързвания чрез кост (синостози).
Прекъснатите свързвания се осъществяват от стави. Във всяка става участват ставните повърхности на съответните кости, ставна капсула с малко течност (синовия) и ставни връзки.